# Bartyglad glasögonfågel
Bartyglad glasögonfågel (Zosterops superciliosus) är en fågel i familjen glasögonfåglar inom ordningen tättingar.

## Utseende och läte
Bartyglad glasögonfågel är en distinkt glasögonfågel med rund kropp, kort stjärt och svart pepparkornsöga omgiven av en vit ögonring. Näbben är relativt lång, skäraktig eller gul med varierande mörk spets. Lätet är ett konstant snabbt tjippande, medan sången sällan är hörd. 

## Utbredning och systematik
Fågeln lever i öppna skogar på ön Rennell som tillhör Salomonöarna. Den behandlas som monotypisk, det vill säga att den inte delas in i några underarter.

### Släktestillhörighet
Arten utgjorde tillsammans med långnäbbad glasögonfågel traditionellt släktet Woodfordia. Genetiska studier har dock visat att de båda är inbäddade i det stora släktet Zosterops.

## Status
Fågeln har ett begränsat utbredningsområde. Dess beståndsutveckling är okänd. IUCN kategoriserar arten som livskraftig.